# Maggy Breittmayer
Maggy Breittmayer (* 2. September 1888 in Genf; heimatberechtigt ebenda; † 6. Mai 1961 ebenda) war eine Schweizer Geigerin.

## Leben

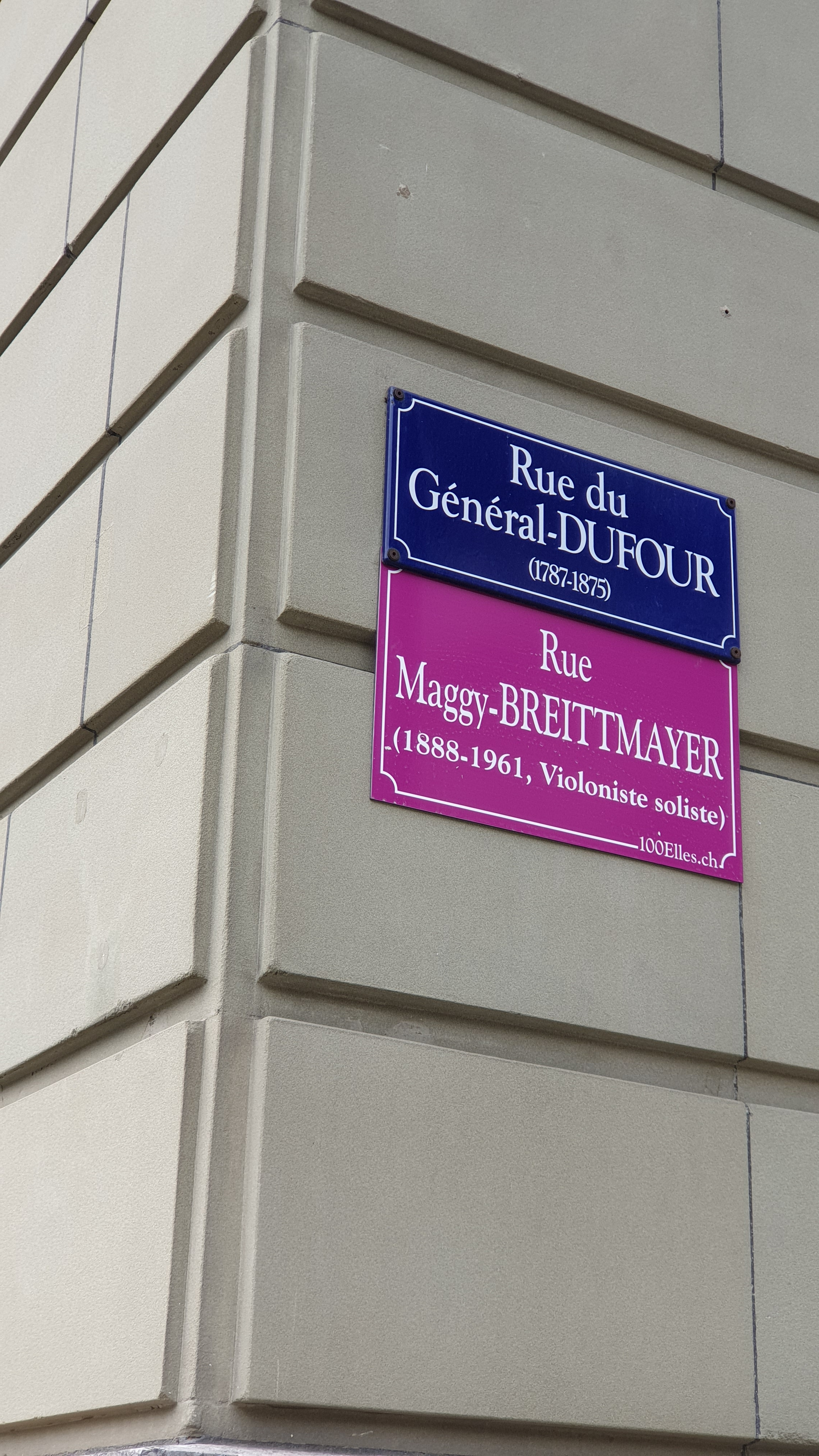
Strassenumbennenug durch «100elles»

Maggy Breittmayer war Tochter der Olga Amélie geborene Soltermann und des Nebenrichters Henri Jean Breittmayer. Am Genfer Konservatorium erhielt sie von Henri Marteau eine Ausbildung im Violinspiel und absolvierte das Virtuosendiplom. Der Schweizer Tonkünstlerverein teilte ihr ein Stipendium zu, was bei Frauen selten erfolgte. Breittmayer vervollständigte 1909 ihre Ausbildung bei Carl Flesch in Berlin. Sie blieb unverheiratet.
Breittmayer unterrichtete ab 1911 am Genfer Konservatorium. Zugleich verfolgte sie eine «brillante Solistenkarriere» im Ausland und in der Schweiz. in der Musiksaison 1911/1912 trat sie in Paris auf, 1913 in den Niederlanden und 1914 in Berlin. Die Konsolidierung ihrer Position wurde durch den Ersten Weltkrieg und vermutlich auch durch die Männer bevorzugenden Kriterien in der Musikwelt behindert. Sie war bevorzugte Interpretin von Émile Jaques-Dalcroze. Breittmayer wurde 1918 Mitbegründerin des Orchestre de la Suisse romande (OSR). In den 1940er Jahren moderierte sie Radiosendungen über die Violine.
Ihr Violinspiel galt als «entschieden modern» und zeichnete sich durch Nüchternheit sowie Streben nach klanglicher Reinheit und ein warmes Timbres aus. In der Auswahl ihrer Werke zeigte sie sich gegenüber Neuem aufgeschlossen. Sie spielte Kompositionen von Marguerite Roesgen-Champion und Émile Jaques-Dalcroze und verzichtete auf bekannte Werke.

## Rezeption

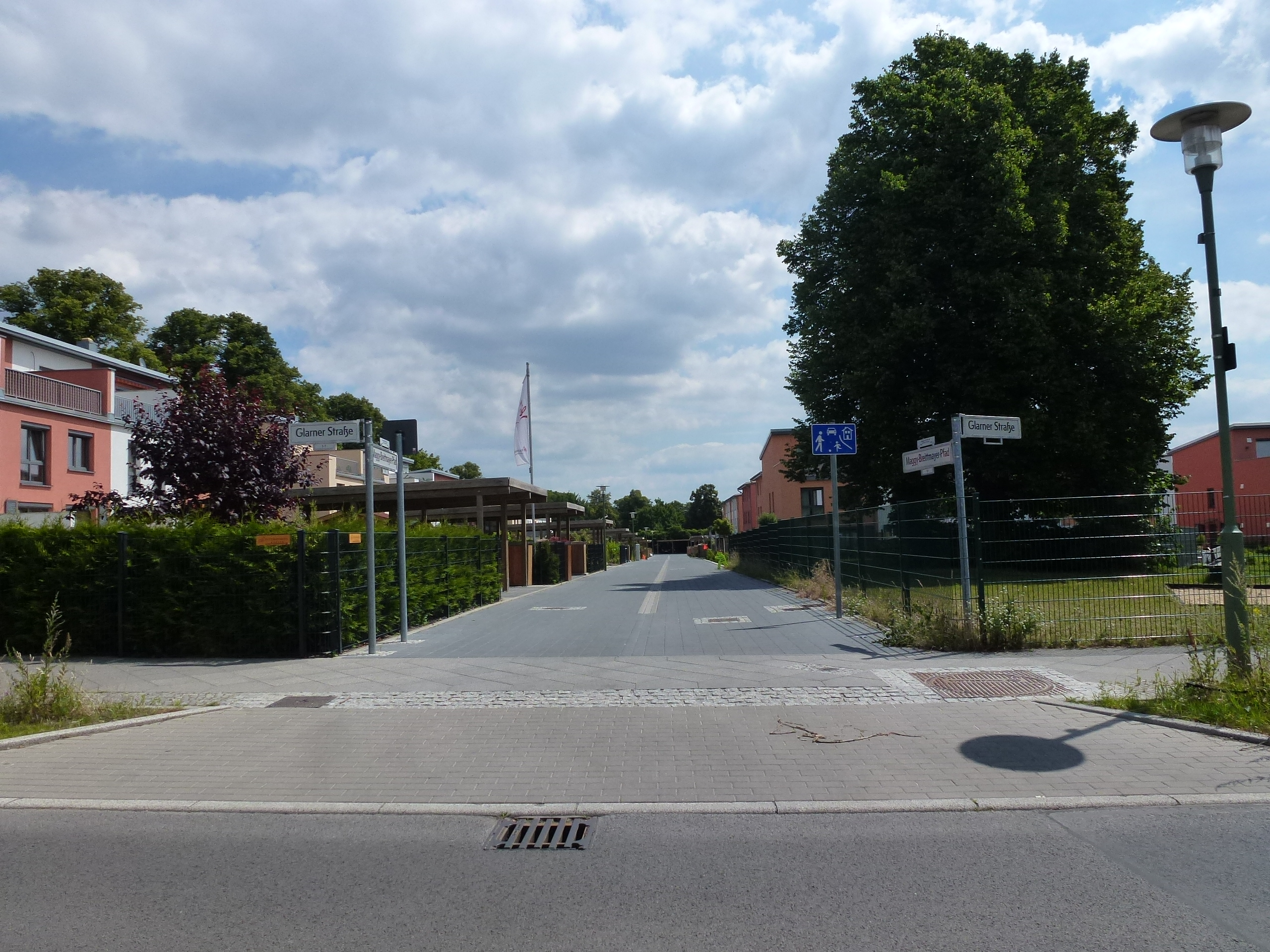
«Maggy-Breittmayer-Pfad» in Berlin

Die Genfer Musikhochschule (Haute École de musique de Genève, HEM) vergibt seit 2006 einen «Prix Maggy Breittmayer» für Studierende mit dem besten Examen.
Im «Schweizer Viertel» von Berlin-Lichterfelde wurde im September 2000 der «Maggy-Breittmayer-Pfad» nach ihr benannt.
Das Kollektiv «100elles» (100 Frauen) benannte 2019, mit 99 anderen Strassen, die Genfer Général-Dufour-Strasse zeitweise in «Rue Maggy Breittmayer» um. Im Nachgang beantragte die Stadt Genf beim Kanton die offizielle Umbenennung von 16 Strassen. Die «Rue Frank-Martin» sollte nach Maggy Breittmayer benannt werden. Der Kanton lehnte dies im August 2020 für sechs Strassen, darunter die «Rue Maggy Breittmayer», ab.

## Belege
1. 1 2 3  Irène Minder-Jeanneret: Maggy Breittmayer. In: Historisches Lexikon der Schweiz.  8. Januar 2003, abgerufen am 11. Februar 2025.
2. 1 2  Laure Piguet: Maggy Breittmayer (mit Foto). In 100elles.ch; Französisch, abgerufen am 11. Februar 2025.
3. ↑  geneve.ch: Cuarteto Opus Tango: Jormann Hernandez, violon. Französisch, abgerufen am 11. Februar 2025.
4. ↑  geneve.ch: La Ville de Genève féminise 10 noms de rues . Französisch, Pressemitteilung der Stadt Genf vom 20. August 2020; PDF, abgerufen am 11. Februar 2025.

| Personendaten    | Personendaten      |
| ---------------- | ------------------ |
| NAME             | Breittmayer, Maggy |
| KURZBESCHREIBUNG | Schweizer Geigerin |
| GEBURTSDATUM     | 2. September 1888  |
| GEBURTSORT       | Genf, Schweiz      |
| STERBEDATUM      | 6. Mai 1961        |
| STERBEORT        | Genf, Schweiz      |